# Faustball-Europameisterschaft 1996
Die 10. Faustball-Europameisterschaft der Männer fand vom 31. August bis 2. September 1996 in Linz (Österreich) statt. Österreich war zum fünften Mal Ausrichter der Faustball-Europameisterschaft der Männer.

## Platzierungen
| Rang | Land        |
| ---- | ----------- |
| 1.   | Deutschland |
| 2.   | Schweiz     |
| 3.   | Österreich  |
| 4.   | Italien     |
| 5.   | Tschechien  |
| 6.   | Dänemark    |